# Monte Hector
Il Monte Hector è una montagna del Banff National Park situata nella provincia canadese dell'Alberta.

## Descrizione
La montagna è localizzata 17 km a nord di Lake Luise e ha un'altezza di 3.394 metri sul livello del mare.
La prima scalata venne eseguita nel 1895 ad opera di Philip S. Abbot, Charles Fay e Charles S. Thompson.